# Каменногорск II
Каменного́рск II — грузовая узловая станция Октябрьской железной дороги на 44,3 км перегона Каменногорск — Боровинка линии Выборг — Хийтола и на 59,0 км перегона Озёрская — Каменногорск линии Лосево I — Каменногорск.
Территориально расположена в Каменногорском городском поселении Выборгского района Ленинградской области.
В постройке новой станции возникла необходимость, поскольку в одиночку станция Каменногорск с перенесённым на новую линию с Выборгского направления потоком грузовых поездов не справится. Поэтому проектом было предусмотрено строительство неподалёку за счёт ОАО «РЖД» станции Каменногорск II. Эта станция была открыта в конце октября 2015 года, когда запустили движение по третьему главному пути. Каменногорск II станет участковой станцией с пунктом оборота локомотивных бригад. Здесь будут эксплуатироваться три главных и пять приёмо-отправочных путей (вместимостью от 71 до 80 условных вагонов), три пути отстоя локомотивов и прочие. После ввода в эксплуатацию и выхода на проектную мощность станции планируется присвоить 1 класс. Это означает, что появятся начальник, его заместитель, дежурные по парку, сигналисты, околоток ПЧ, инженерно-технические работники, бригада ШЧ, район контактной сети, работники ПОТ и пункта отдыха локомотивных бригад.
Станция находится на электрифицированной двухпутной линии с автоблокировкой, которую обеспечивает пост ЭЦ, расположенный в отдельном двухэтажном здании.

## Название станции

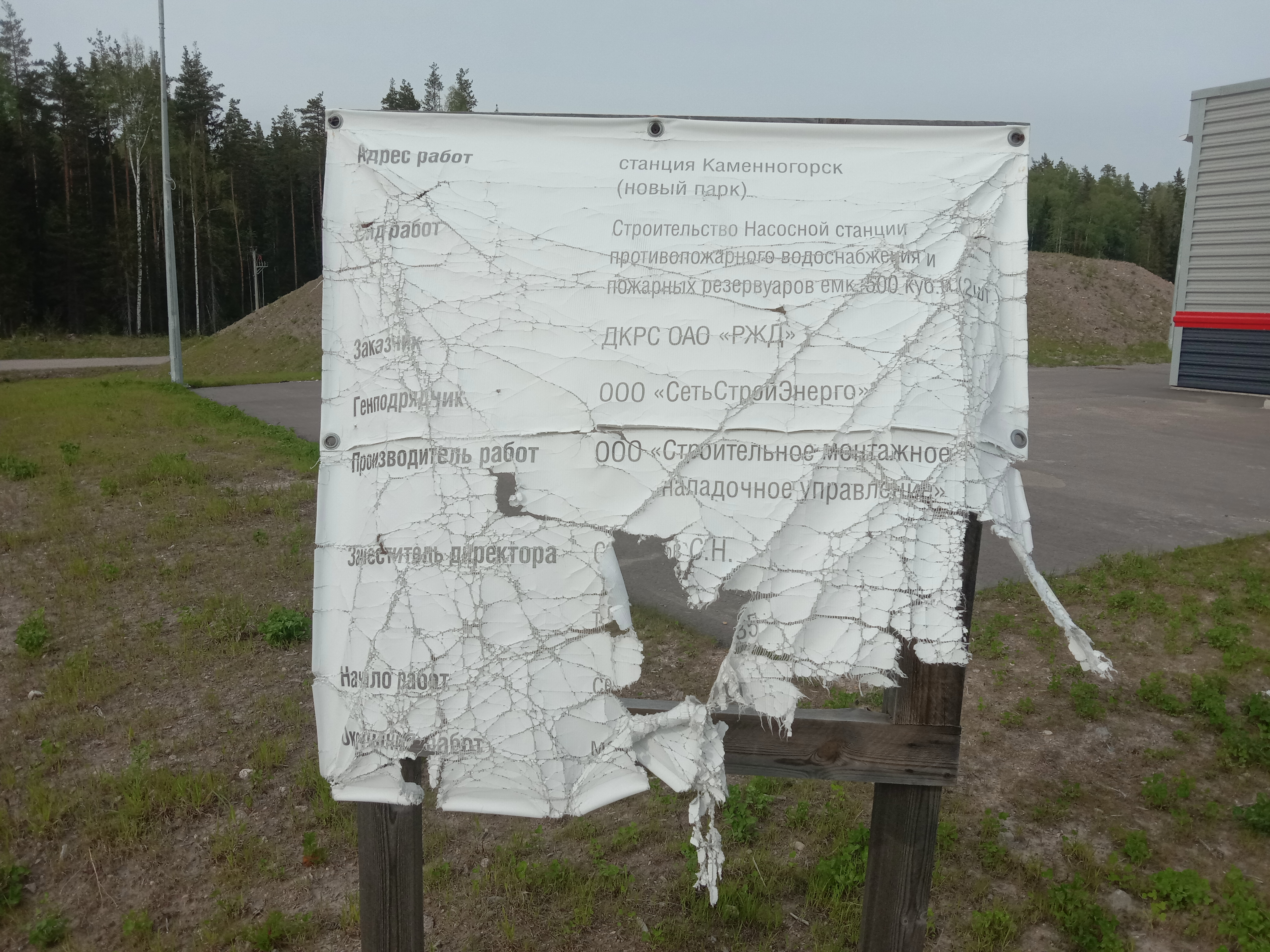

С окончательным наименованием станции РЖД так и не определились. По состоянию на 2019 год таблички с названием станции так и не появились. Проектное название станции: Каменногорск (новый парк).

## Галерея

Станция Каменногорск II
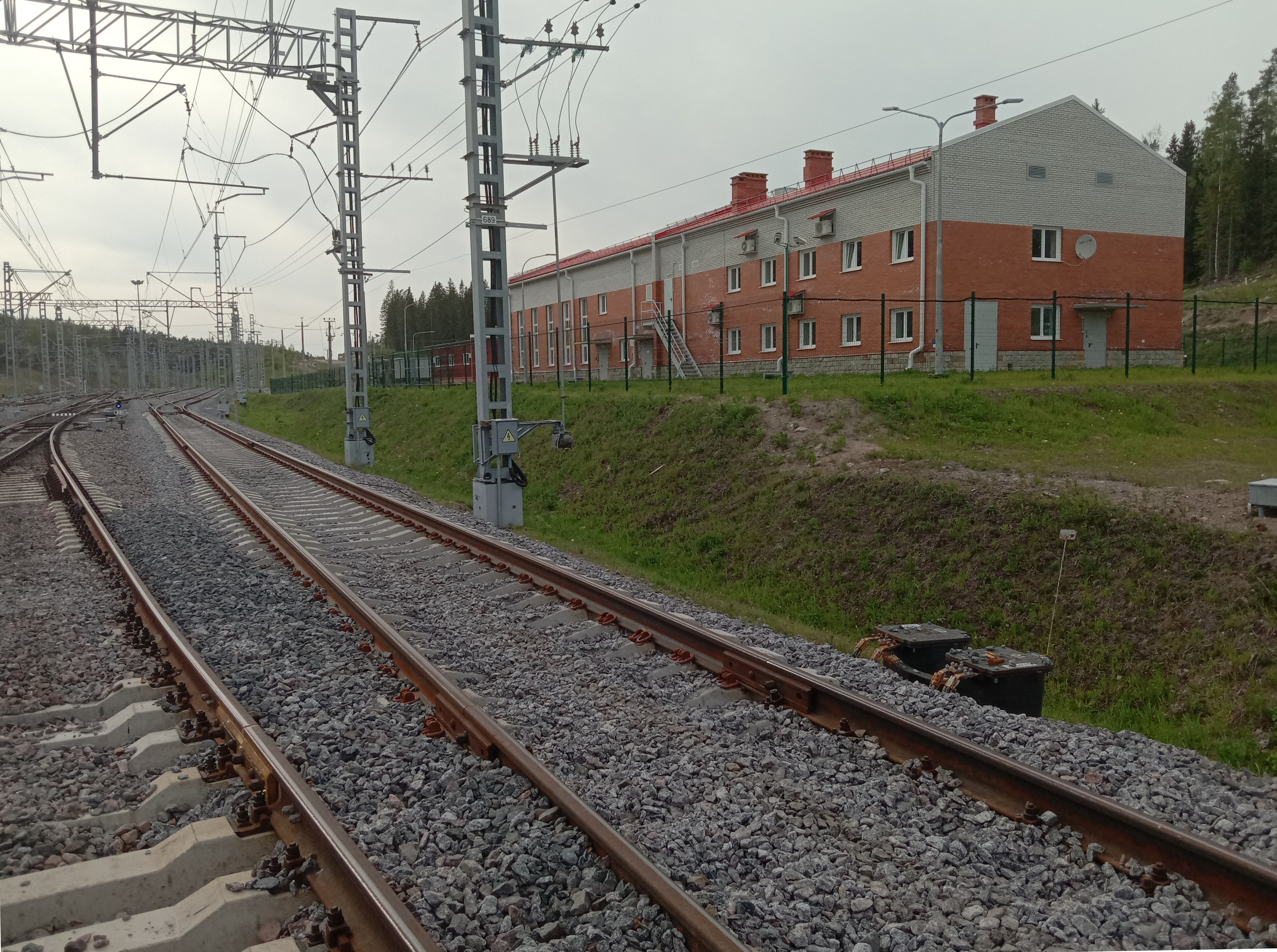
Вид в сторону ст. Каменногорск.
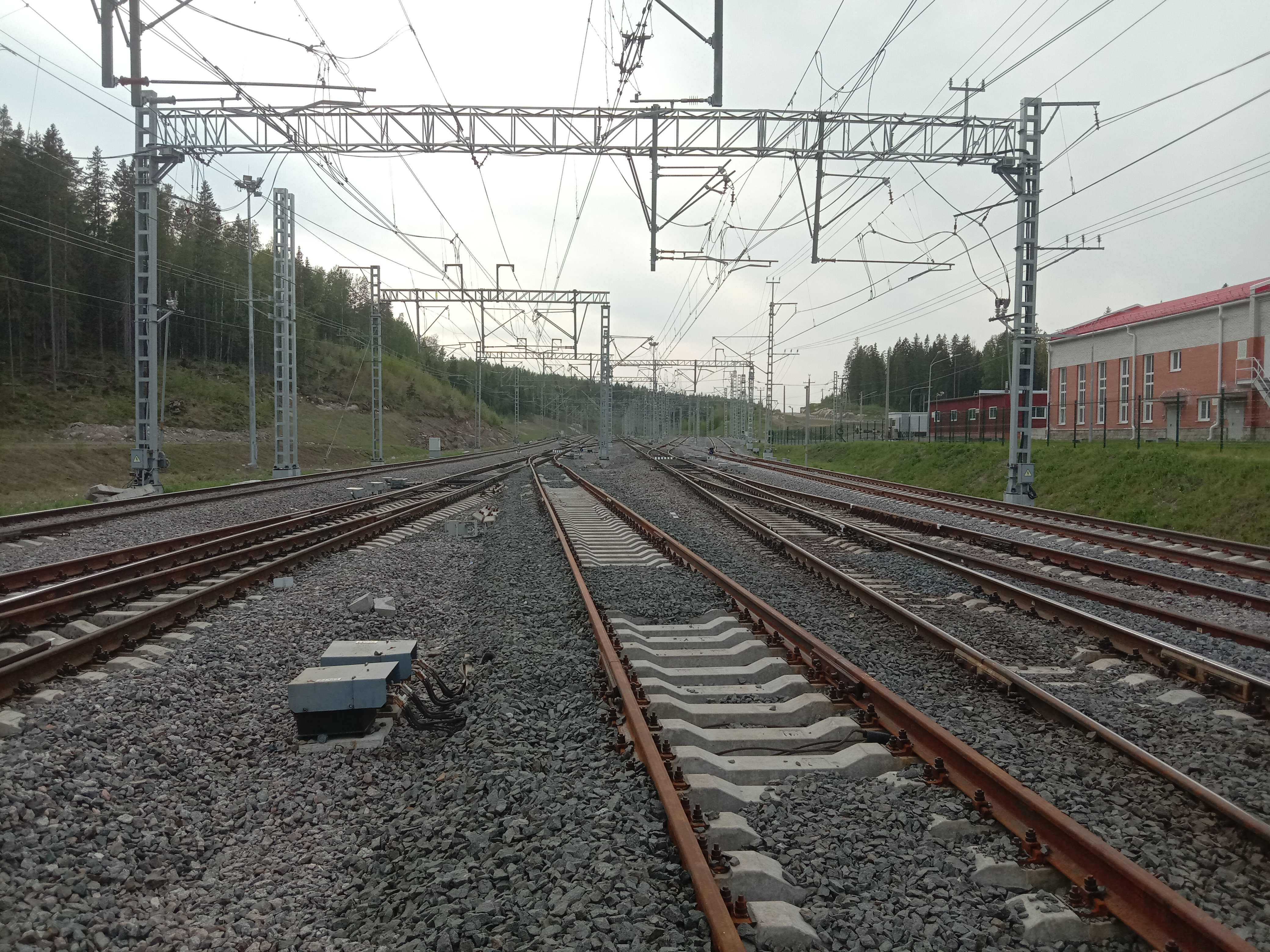
Вид в сторону ст. Каменногорск.
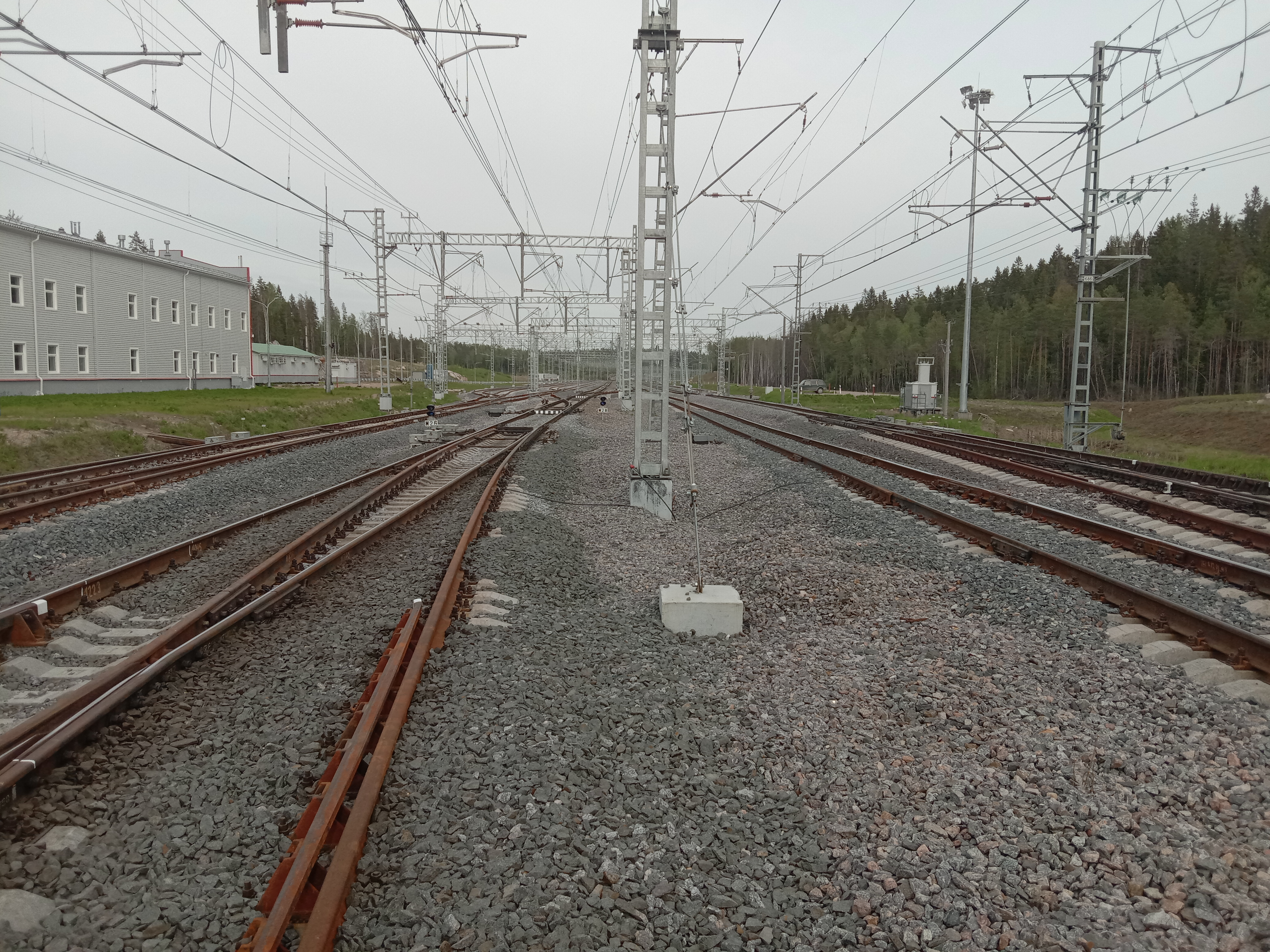
Вид в сторону ст. Озёрское.
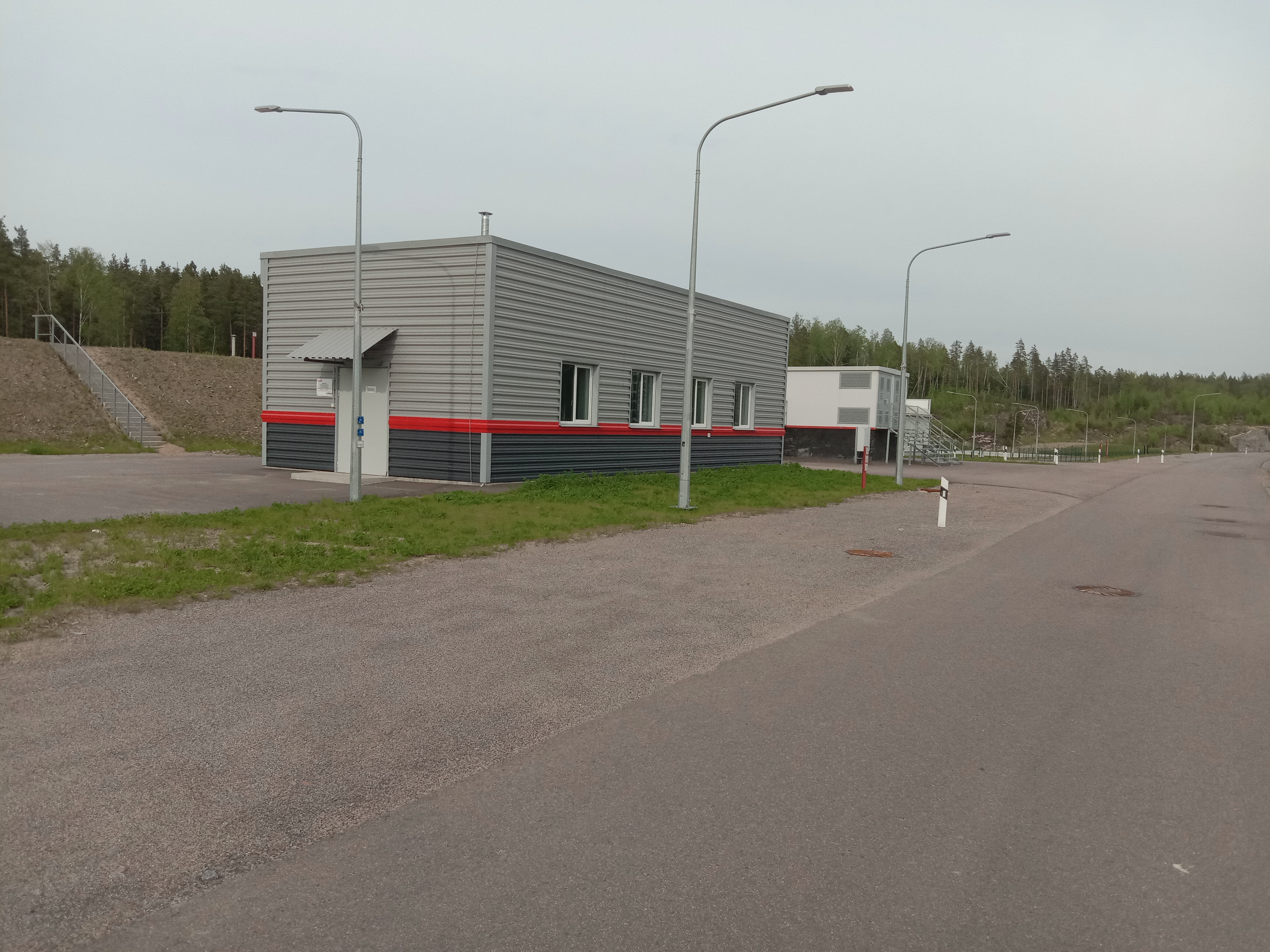
Насосная станция противопожарного водоснабжения.
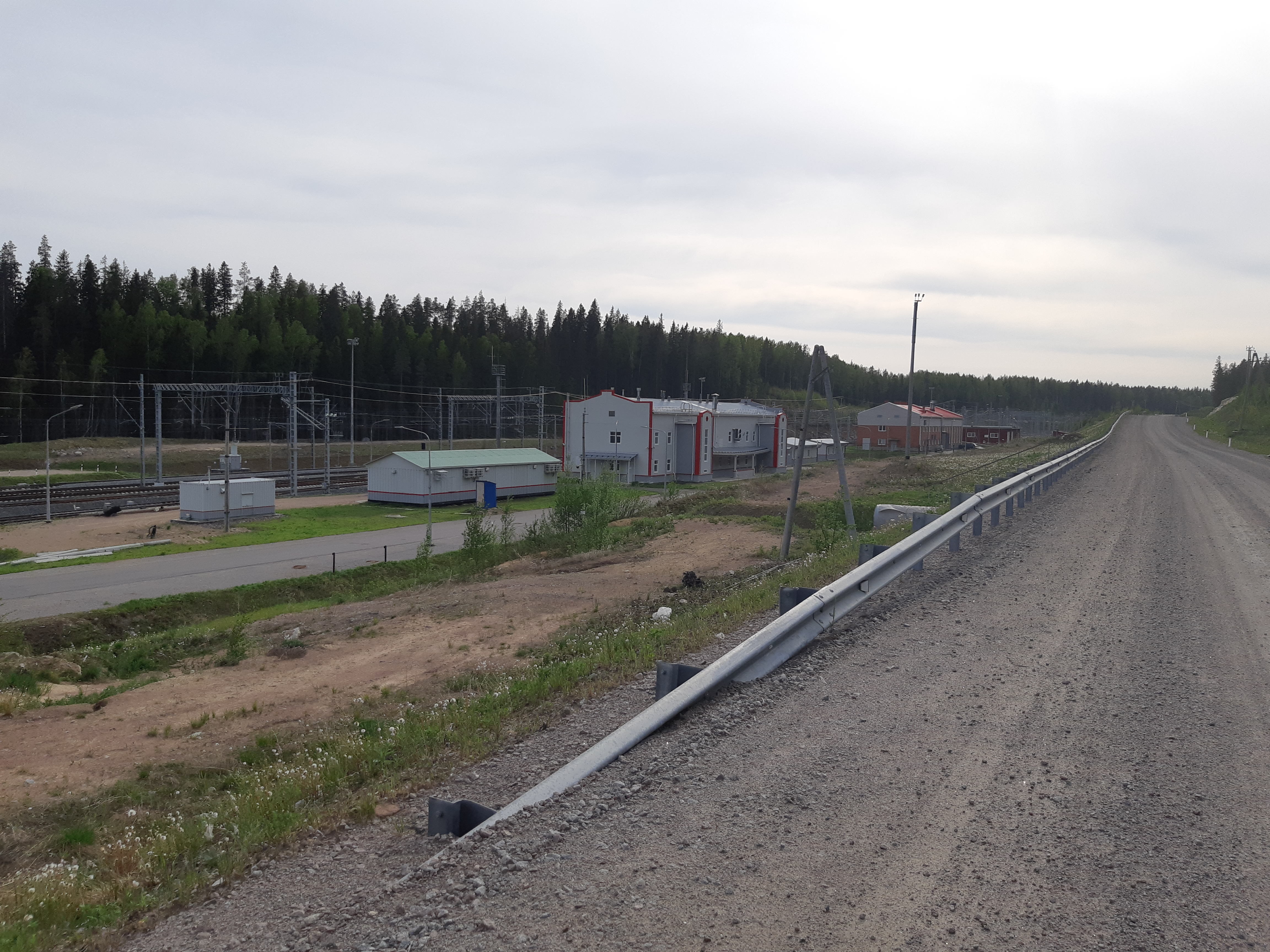
Панорама станции.
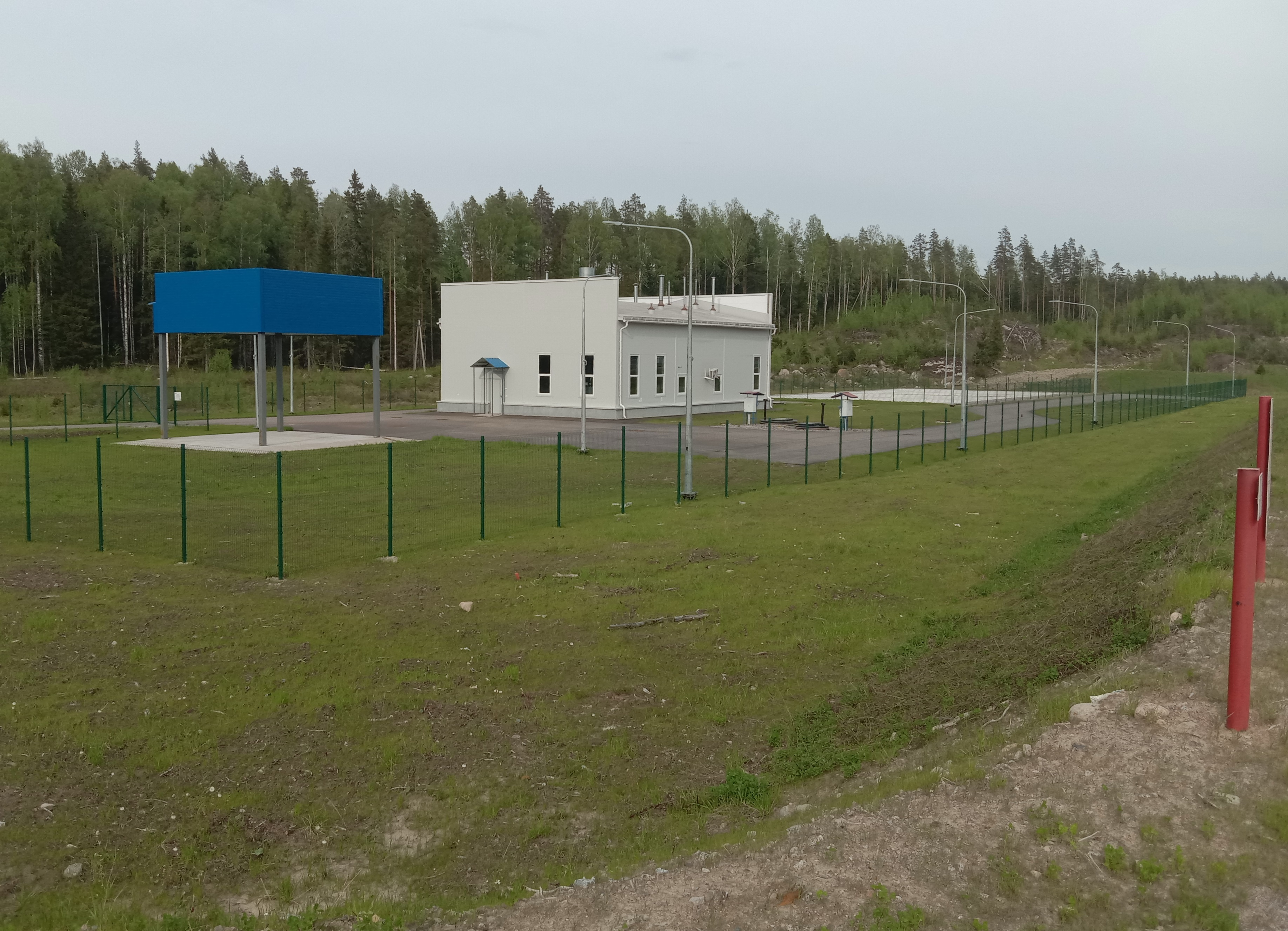
Канализационные очистные сооружения.

См. также Железнодорожная линия Лосево — Каменногорск.